# Louis-François Roubiliac
Louis-François Roubiliac (frz. Roubillac) (* 1695; † 11. Januar 1762) war ein bedeutender französischer Bildhauer des 18. Jahrhunderts, der 1731 nach Großbritannien ging und dort sehr erfolgreich gearbeitet hat.

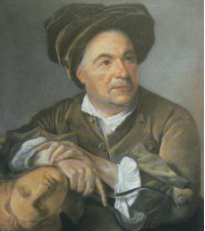
François-Xavier Vispré: Louis François Roubiliac (1760)

## Werk
Roubiliac wurde größtenteils mit Statuen und Büsten beauftragt, besonders mit Grabdenkmälern. Seine bedeutendsten Werke sind die kunstvollen Grabmäler in der Westminster Abbey, also von Georg Friedrich Händel, Admiral Warren, George Wade, Elizabeth Nightingale und das Grabmal des 2. Duke of Argyll, das ihm den Ruf des ruhmreichen Bildhauers einbrachte. Die Statuen von Georg I., Isaac Newton, dem 6. Duke of Somerset in Cambridge und von Georg II., errichtet am Londoner Golden Square, sind ebenfalls seine Arbeiten.
Im April 1738 wurde Roubiliac von Johnathan Tyers beauftragt, das erste Händel-Denkmal weltweit zu schaffen, das zugleich auch erstmals einen nicht gebürtigen Engländer bzw. Adligen zeigte. Für die Londoner Vauxhall Gardens bestimmt, lockte dieses Denkmal, bei dem Roubiliac Händel als Orpheus darstellte, zahlreiche Zuschauer in den Park.
Eine ganze Serie von Büsten besitzt das Trinity College in Cambridge, die Roubiliac von profilierten Studenten schuf. Sein berühmtestes Werk ist das Nightingale Monument in der Westminster Abbey. Die bekannte Shakespeare-Büste (auch Davenant bust genannt) wird ihm zugeschrieben und gehört dem Garrick Club in London. Die Shakespeare-Statue, ein Auftrag von David Garrick, kann im British Museum besichtigt werden.

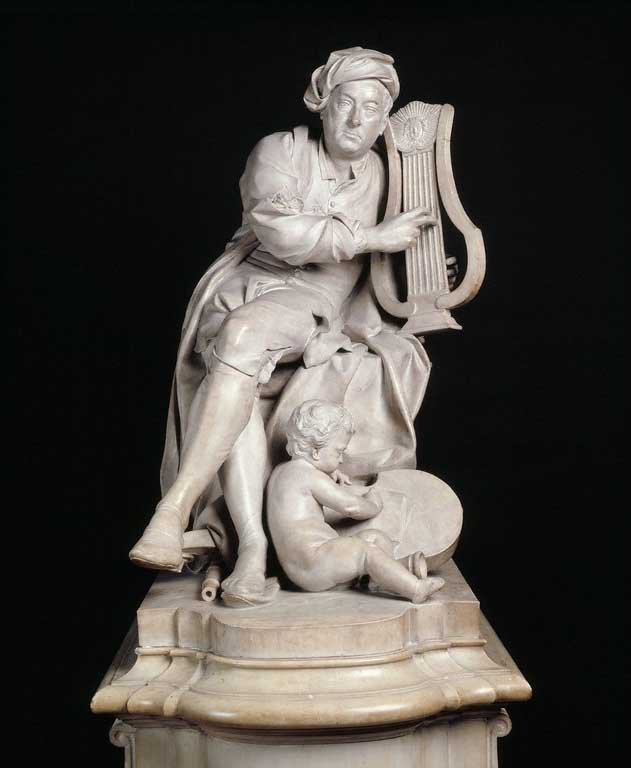
Händel-Denkmal 1738,  Vauxhall Gardens London, von Louis-François Roubiliac (heute im Victoria and Albert Museum präsentiert)
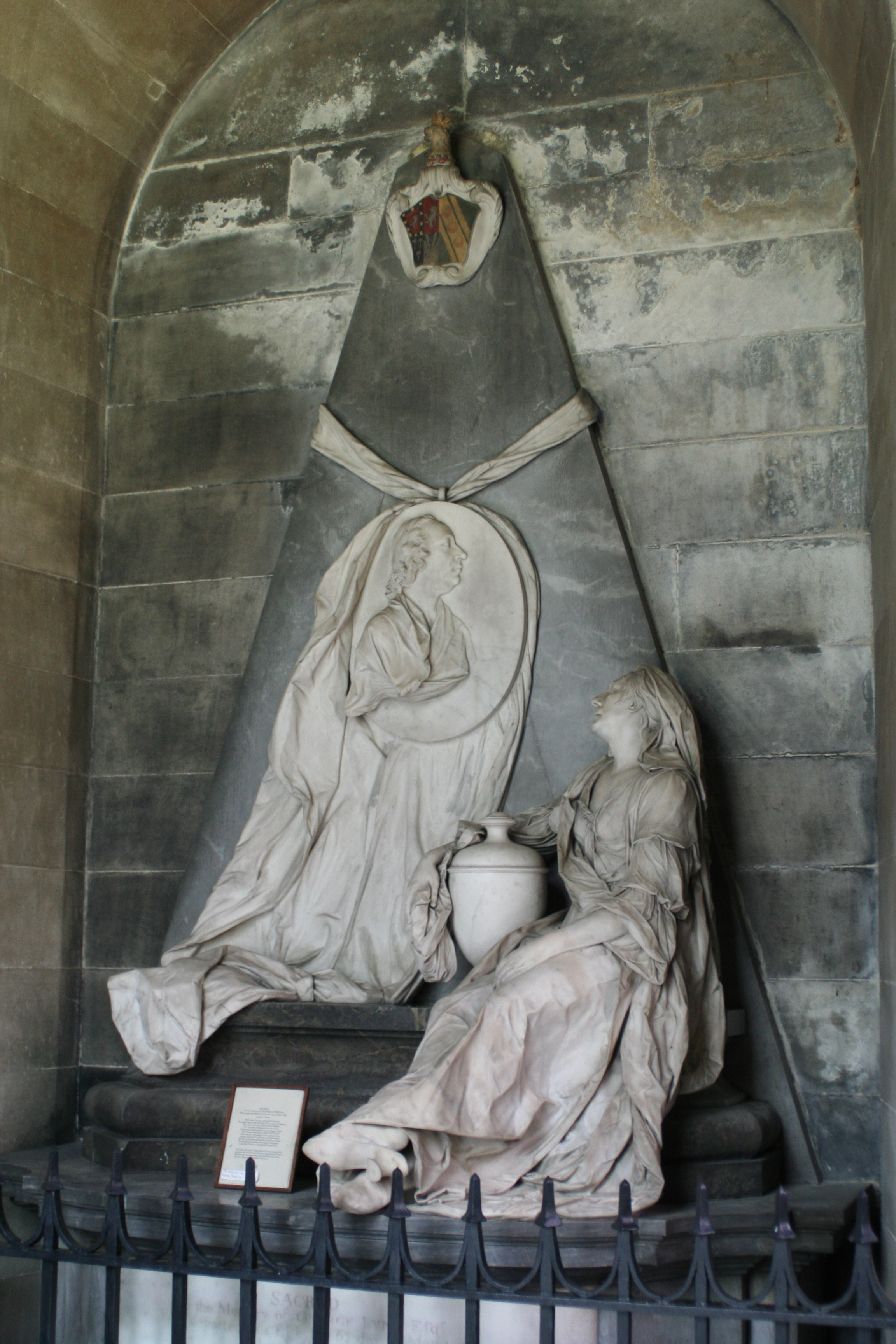
Grabstätte von Ann Bellamy Lynn und ihres Ehemanns George Lynn in der Marienkirche (St Mary’s church) von  Southwick in Northamptonshire
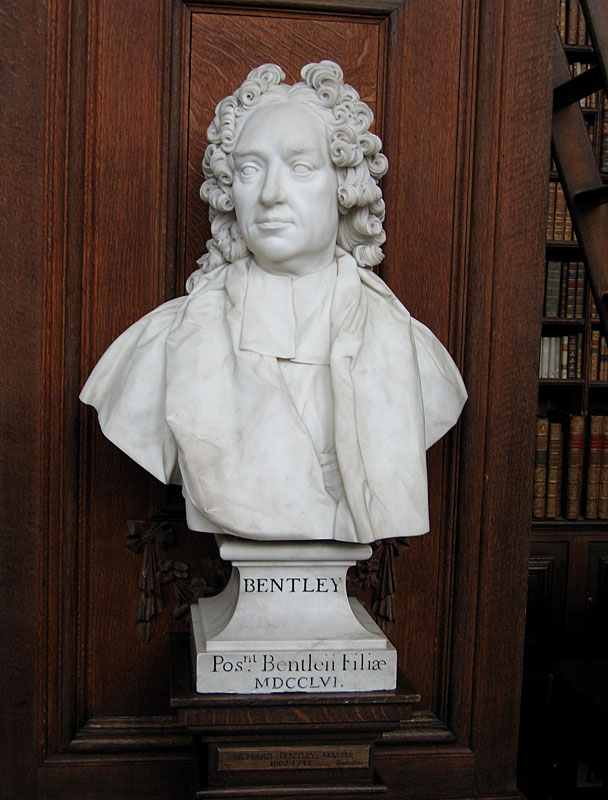
Eine von Roubiliacs Marmorbüsten für das Trinity College, Cambridge
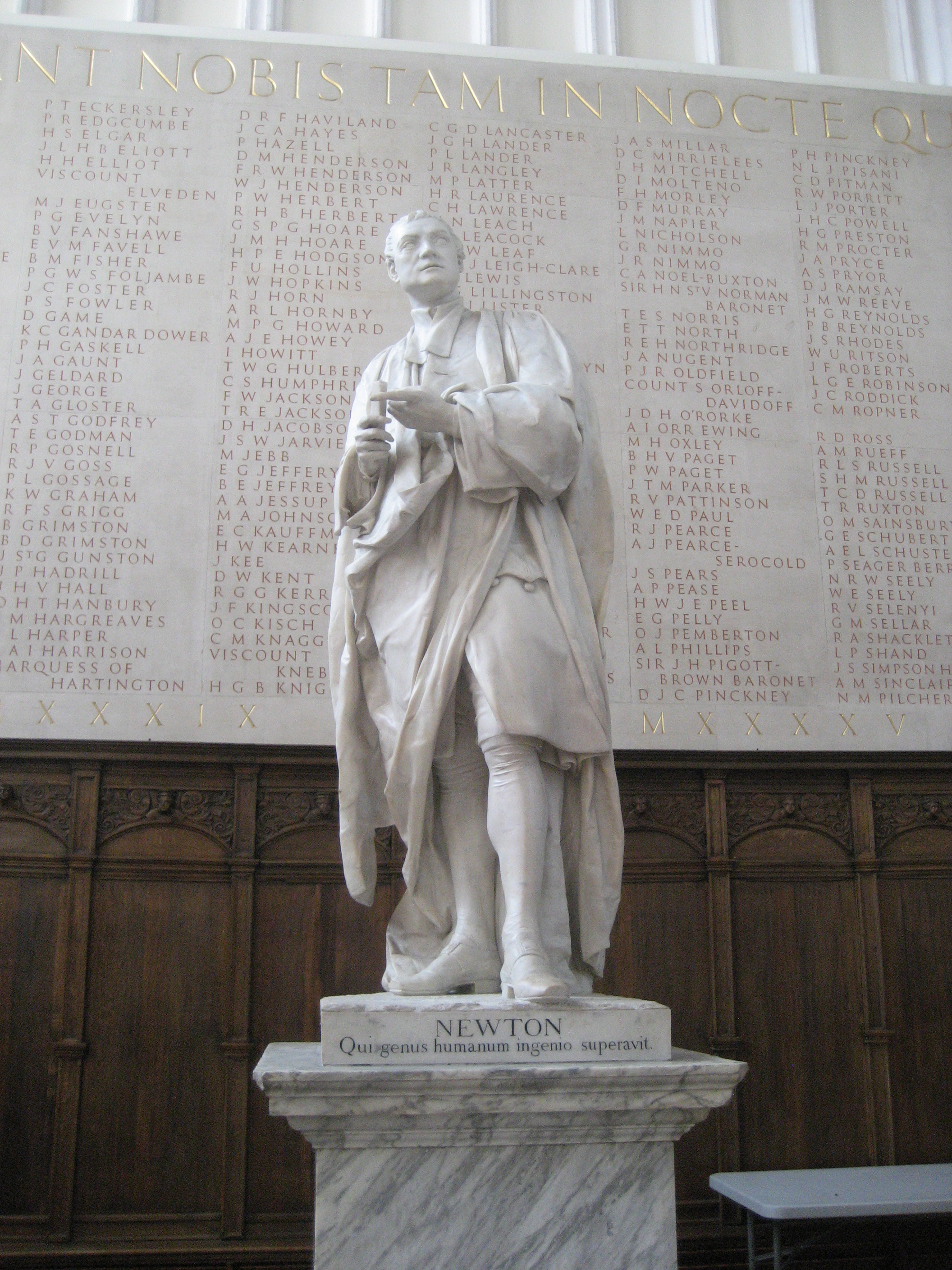
Isaac Newton in Trinity College (Cambridge)